# Michael Thomas (football)
Pour les articles homonymes, voir Michael Thomas.
Michael Thomas, né le 24 août 1967 à Lambeth en Londres (Angleterre), est un footballeur anglais, qui évoluait au poste de milieu de terrain à Arsenal et en équipe d'Angleterre.
En 1988, il a participé au Festival International Espoirs avec les espoirs Anglais. Malgré la défaite en finale contre la France, il est désigné meilleur joueur du tournoi. Thomas n'a marqué aucun but lors de ses deux sélections avec l'équipe d'Angleterre entre 1988 et 1989.

## Carrière
- 1984-1986 : Arsenal
- 1986 : Portsmouth
- 1986-décembre 1991 : Arsenal
- 1991-1998 : Liverpool
- De février à mars 1998 : Middlesbrough
- 1998-2000 : Benfica
- 2000-2001 : Wimbledon FC [1]

## Palmarès

### En équipe nationale
- Finaliste et meilleur joueur du Festival International Espoirs en 1988.
- 2 sélections et 0 but avec l'équipe d'Angleterre entre 1988 et 1989.

### Avec Arsenal
- Vainqueur du Championnat d'Angleterre de football en 1989 et 1991.
- Vainqueur de la Coupe de la Ligue anglaise de football en 1987.
- Finaliste de la Coupe de la Ligue anglaise de football en 1988.

### Avec Liverpool
- Vainqueur de la Coupe d'Angleterre de football en 1992.
- Vainqueur de la Coupe de la Ligue anglaise de football en 1995.